# Hyundai Starex

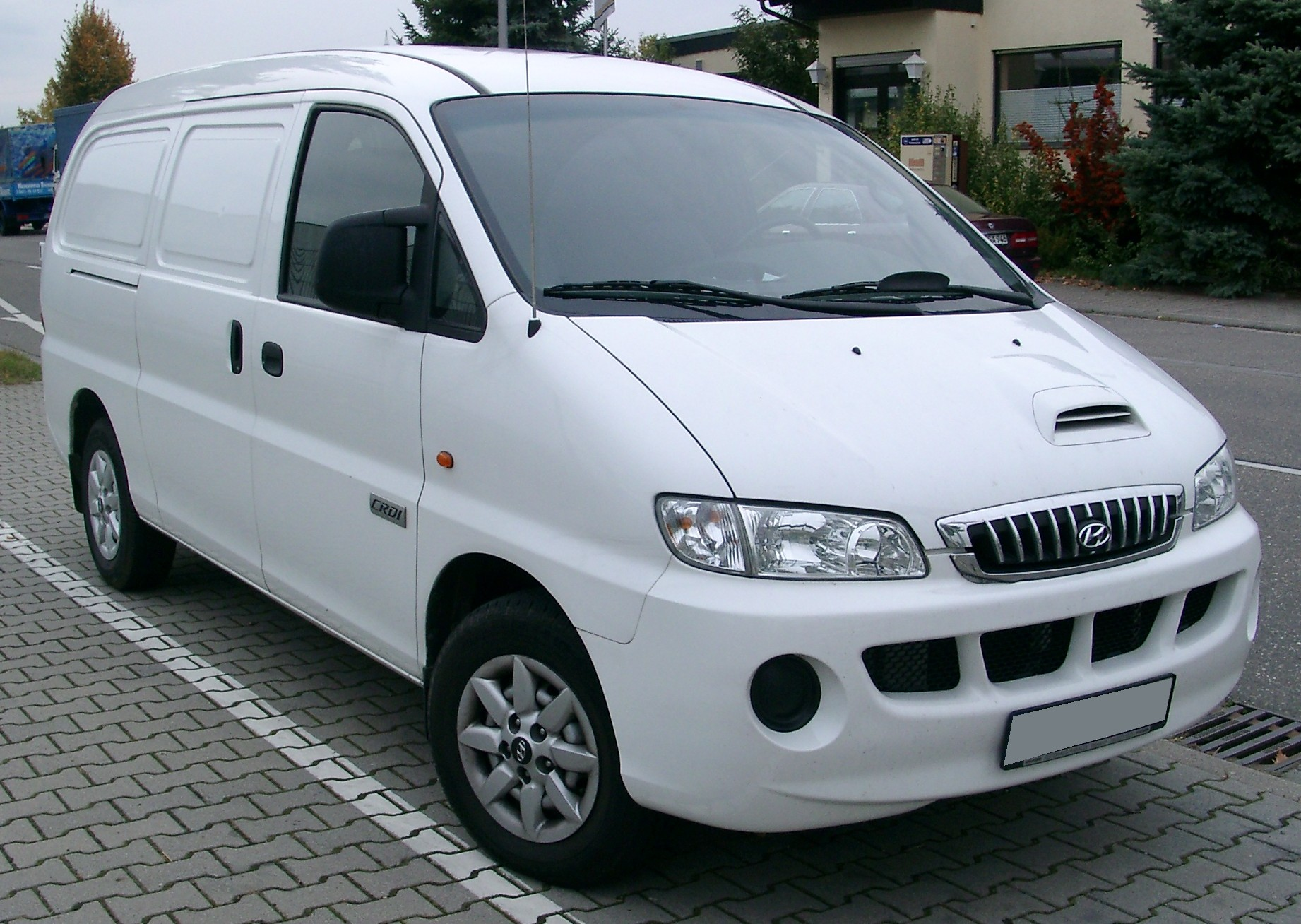

Hyundai Starex, minibuss tillverkad av Hyundai. Starex har plats för 9 personer.

## Motorer
- 2.4 l bensin, 135hk
- 2.5 l turbodiesel, 140hk